# Bahnstrecke Portland–Portsmouth
| Streckenlänge: | 83,4 km              |                                                         |                                                         |
| Spurweite: | 1435 mm (Normalspur) |                                                         |                                                         |
| |                      |                                                         |                                                         |
| Gesellschaft: | PAR, TI              |                                                         |                                                         |
| \| \| \| Verbindungsgleis zur GTR \| \| \| \| 0,0 \| Portland ME Commercial Street (früher Canal St) \| Portland ME Commercial Street (früher Canal St) \| \| \| \| Strecke nach Rockland \| \| \| \| \| Fore River \| \| \| \| \| Turner's Island Yard 3 \| \| \| \| \| Hafenbahn South Portland \| \| \| \| \| ehem. Strecke nach Portland \| \| \| \| ca. 2 \| South Portland ME (früher Pleasantdale, Cape Elizabeth) \| South Portland ME (früher Pleasantdale, Cape Elizabeth) \| \| \| \| Rumery Industry Park \| \| \| \| \| Verbindungsgleis Richtung Portland \| \| \| \| \| Verbindungsgleis Richtung Cummings \| \| \| \| \| Strecke Cummings–Portland \| \| \| \| \| ehem. Verbindungsgleis Richtung Portland \| \| \| \| ca. 7 \| Scarboro Crossing (früher Rigby) \| Scarboro Crossing (früher Rigby) \| \| \| 9,8 \| Oak Hill ME (früher Scarboro) \| Oak Hill ME (früher Scarboro) \| \| \| 13,8 \| West Scarboro ME (früher Dunstan) \| West Scarboro ME (früher Dunstan) \| \| \| \| Strecke nach Old Orchard Beach \| \| \| \| ca. 18 \| PS&P Junction (nur 1881–1885) \| PS&P Junction (nur 1881–1885) \| \| \| \| Anschluss zum Industriepark Saco \| \| \| \| 22,3 \| Saco ME East (früher Saco) \| Saco ME East (früher Saco) \| \| \| \| Saco River \| \| \| \| 24,3 \| Biddeford ME \| Biddeford ME \| \| \| \| Verbindungsgleis nach Cummings \| \| \| \| 37,9 \| West Kennebunk ME (früher Kennebunk) \| West Kennebunk ME (früher Kennebunk) \| \| \| \| Kennebunk River \| \| \| \| 42,4 \| Chicks ME (früher Wells Branch) \| Chicks ME (früher Wells Branch) \| \| \| ? \| Hobbs Crossing \| Hobbs Crossing \| \| \| 46,3 \| Highpine ME (früher Wells) \| Highpine ME (früher Wells) \| \| \| ? \| Bald Hill Crossing \| Bald Hill Crossing \| \| \| ? \| Perkins ME \| Perkins ME \| \| \| \| Strecke von Portland \| \| \| \| 54,8 \| North Berwick ME \| North Berwick ME \| \| \| \| Strecke nach Cummings \| \| \| \| 62,4 \| Agamenticus ME (früher South Berwick Junction) \| Agamenticus ME (früher South Berwick Junction) \| \| \| \| ehem. Strecke nach Wilmington MA \| \| \| \| \| ehem. Strecke von Intervale Junction \| \| \| \| 66,4 \| Jewett ME (früher Conway Junction, Brooks Crossing) \| Jewett ME (früher Conway Junction, Brooks Crossing) \| \| \| ? \| Gould Corner \| Gould Corner \| \| \| 73,2 \| Eliot ME \| Eliot ME \| \| \| \| Strecke von York Beach \| \| \| \| 82,1 \| Kittery ME (früher Kittery Junction) \| Kittery ME (früher Kittery Junction) \| \| \| \| Sarah Mildred Long Bridge (Piscataqua River) \| \| \| \| \| Strecke von Dover \| \| \| \| 83,4 \| Portsmouth NH \| Portsmouth NH \| \| \| \| Strecke nach East Boston \| \| |                      |                                                         |                                                         |
| Strecke (außer Betrieb) |                      | Verbindungsgleis zur GTR                                | Verbindungsgleis zur GTR                                |
| Betriebs-/Güterbahnhof Strecke bis hier außer Betrieb | 0,0                  | Portland ME Commercial Street (früher Canal St)         | Portland ME Commercial Street (früher Canal St)         |
| Abzweig ehemals geradeaus und nach rechts |                      | Strecke nach Rockland                                   | Strecke nach Rockland                                   |
| Brücke über Wasserlauf (Strecke außer Betrieb) |                      | Fore River                                              | Fore River                                              |
| Betriebs-/Güterbahnhof Strecke bis hier außer Betrieb |                      | Turner's Island Yard 3                                  | Turner's Island Yard 3                                  |
| Abzweig geradeaus und ehemals von links |                      | Hafenbahn South Portland                                | Hafenbahn South Portland                                |
| Abzweig geradeaus und ehemals von rechts |                      | ehem. Strecke nach Portland                             | ehem. Strecke nach Portland                             |
| ehemaliger Bahnhof | ca. 2                | South Portland ME (früher Pleasantdale, Cape Elizabeth) | South Portland ME (früher Pleasantdale, Cape Elizabeth) |
| Dienststation / Betriebs- oder Güterbahnhof |                      | Rumery Industry Park                                    | Rumery Industry Park                                    |
| Abzweig geradeaus, nach rechts und von rechts |                      | Verbindungsgleis Richtung Portland                      | Verbindungsgleis Richtung Portland                      |
| Abzweig ehemals geradeaus und nach links |                      | Verbindungsgleis Richtung Cummings                      | Verbindungsgleis Richtung Cummings                      |
| Kreuzung (Strecke geradeaus außer Betrieb) |                      | Strecke Cummings–Portland                               | Strecke Cummings–Portland                               |
| Abzweig geradeaus und von rechts (Strecke außer Betrieb) |                      | ehem. Verbindungsgleis Richtung Portland                | ehem. Verbindungsgleis Richtung Portland                |
| Haltepunkt / Haltestelle (Strecke außer Betrieb) | ca. 7                | Scarboro Crossing (früher Rigby)                        | Scarboro Crossing (früher Rigby)                        |
| Bahnhof (Strecke außer Betrieb) | 9,8                  | Oak Hill ME (früher Scarboro)                           | Oak Hill ME (früher Scarboro)                           |
| Bahnhof (Strecke außer Betrieb) | 13,8                 | West Scarboro ME (früher Dunstan)                       | West Scarboro ME (früher Dunstan)                       |
| Abzweig geradeaus und von links (Strecke außer Betrieb) |                      | Strecke nach Old Orchard Beach                          | Strecke nach Old Orchard Beach                          |
| Bahnhof (Strecke außer Betrieb) | ca. 18               | PS&P Junction (nur 1881–1885)                           | PS&P Junction (nur 1881–1885)                           |
| Abzweig ehemals geradeaus und von rechts |                      | Anschluss zum Industriepark Saco                        | Anschluss zum Industriepark Saco                        |
| ehemaliger Haltepunkt / Haltestelle | 22,3                 | Saco ME East (früher Saco)                              | Saco ME East (früher Saco)                              |
| Brücke über Wasserlauf |                      | Saco River                                              | Saco River                                              |
| ehemaliger Bahnhof | 24,3                 | Biddeford ME                                            | Biddeford ME                                            |
| Abzweig ehemals geradeaus und nach links |                      | Verbindungsgleis nach Cummings                          | Verbindungsgleis nach Cummings                          |
| Bahnhof (Strecke außer Betrieb) | 37,9                 | West Kennebunk ME (früher Kennebunk)                    | West Kennebunk ME (früher Kennebunk)                    |
| Brücke über Wasserlauf (Strecke außer Betrieb) |                      | Kennebunk River                                         | Kennebunk River                                         |
| Haltepunkt / Haltestelle (Strecke außer Betrieb) | 42,4                 | Chicks ME (früher Wells Branch)                         | Chicks ME (früher Wells Branch)                         |
| Haltepunkt / Haltestelle (Strecke außer Betrieb) | ?                    | Hobbs Crossing                                          | Hobbs Crossing                                          |
| Bahnhof (Strecke außer Betrieb) | 46,3                 | Highpine ME (früher Wells)                              | Highpine ME (früher Wells)                              |
| Haltepunkt / Haltestelle (Strecke außer Betrieb) | ?                    | Bald Hill Crossing                                      | Bald Hill Crossing                                      |
| Haltepunkt / Haltestelle (Strecke außer Betrieb) | ?                    | Perkins ME                                              | Perkins ME                                              |
| Abzweig ehemals geradeaus und von links |                      | Strecke von Portland                                    | Strecke von Portland                                    |
| Dienststation / Betriebs- oder Güterbahnhof | 54,8                 | North Berwick ME                                        | North Berwick ME                                        |
| Abzweig ehemals geradeaus und nach rechts |                      | Strecke nach Cummings                                   | Strecke nach Cummings                                   |
| Haltepunkt / Haltestelle (Strecke außer Betrieb) | 62,4                 | Agamenticus ME (früher South Berwick Junction)          | Agamenticus ME (früher South Berwick Junction)          |
| Abzweig geradeaus und nach rechts (Strecke außer Betrieb) |                      | ehem. Strecke nach Wilmington MA                        | ehem. Strecke nach Wilmington MA                        |
| Abzweig geradeaus und von rechts (Strecke außer Betrieb) |                      | ehem. Strecke von Intervale Junction                    | ehem. Strecke von Intervale Junction                    |
| Bahnhof (Strecke außer Betrieb) | 66,4                 | Jewett ME (früher Conway Junction, Brooks Crossing)     | Jewett ME (früher Conway Junction, Brooks Crossing)     |
| Haltepunkt / Haltestelle (Strecke außer Betrieb) | ?                    | Gould Corner                                            | Gould Corner                                            |
| Bahnhof (Strecke außer Betrieb) | 73,2                 | Eliot ME                                                | Eliot ME                                                |
| Abzweig ehemals geradeaus und von links |                      | Strecke von York Beach                                  | Strecke von York Beach                                  |
| Dienststation / Betriebs- oder Güterbahnhof | 82,1                 | Kittery ME (früher Kittery Junction)                    | Kittery ME (früher Kittery Junction)                    |
| Brücke über Wasserlauf |                      | Sarah Mildred Long Bridge (Piscataqua River)            | Sarah Mildred Long Bridge (Piscataqua River)            |
| Abzweig geradeaus und von rechts |                      | Strecke von Dover                                       | Strecke von Dover                                       |
| Dienststation / Betriebs- oder Güterbahnhof | 83,4                 | Portsmouth NH                                           | Portsmouth NH                                           |
| Strecke |                      | Strecke nach East Boston                                | Strecke nach East Boston                                |

Die Bahnstrecke Portland–Portsmouth ist eine eingleisige Eisenbahnstrecke in Maine und New Hampshire (Vereinigte Staaten). Sie ist 83,4 Kilometer lang und verbindet die Städte Portland (Maine) und Portsmouth (New Hampshire). Die normalspurige Strecke ist größtenteils stillgelegt. Lediglich ein kurzer Abschnitt in South Portland wird noch durch die Turners Island LLC betrieben, sowie ein Anschlussgleis im Bereich Biddeford/Saco und der Abschnitt Kittery–Portsmouth durch die Pan Am Railways.

## Geschichte
Zwei Bahngesellschaften, die Boston and Maine Railroad (B&M) und die Eastern Railroad (ER), hatten Ende der 1830er Jahre begonnen, Bahnstrecken von Boston in Richtung Portland zu bauen. Um diesen beiden Gesellschaften entgegenzubauen, wurde 1837 die Portland, Saco and Portsmouth Railroad (PSPR) gegründet und der Bau der Strecke von Portsmouth nach Portland begonnen. An beiden Enden mussten aufwändige Brückenbauwerke errichtet werden: Über den Fore River in Portland und über den Piscataqua River in Portsmouth. Dazwischen wurde bei Saco der Saco River überquert. Daher benötigte man fünf Jahre, um die Strecke fertigzustellen. Am 21. November 1842 ging die Bahn vollständig von Portland bis Portsmouth in Betrieb. In Portsmouth schloss sich die bereits in Betrieb befindliche Strecke der Eastern an. 1843 erreichte auch die Boston&Maine bei Agamenticus (damals South Berwick Junction) die Bahnstrecke. 
Beide Gesellschaften, die ER und die B&M, pachteten ab 28. April 1847 die PSPR und damit die Bahnstrecke Portland–Portsmouth zu gleichen Teilen. 1870 wurde der Pachtvertrag mit der Boston&Maine aufgelöst, die daraufhin eine eigene Strecke parallel zur PSPR baute. Nachdem 1883 die ER durch die B&M übernommen worden war, wechselten einige Expresszüge aus Richtung Boston in North Berwick zwischen der alten und der neuen Strecke.
Nachdem 1888 der neue Hauptbahnhof in Portland eröffnet worden war, verkehrten die durchgehenden Züge ab Rigby über die B&M-Strecke. Nur einige Nahverkehrszüge fuhren noch bis 1894 zum Bahnhof Commercial Street. Etwa 1916 wurde die Brücke über den Fore River stillgelegt und abgerissen, die Güterzüge zur Commercial Street mussten nun auch über die neue Strecke fahren. Bis zum südlichen Brückenkopf blieb die Strecke jedoch in Betrieb und ist es auch heute.
Der Personennahverkehr zwischen North Berwick und Portland endete 1926, in den folgenden Jahren befuhren nur noch Expresszüge ohne Unterwegshalt die alte Hauptstrecke. 1939 musste auch die Flussbrücke in Portsmouth stillgelegt werden, die Züge endeten in Portsmouth oder wurden über die westliche Hauptstrecke umgeleitet. Am 11. November 1940 wurde schließlich die neue Sarah Mildred Long Bridge eröffnet. Etwa 1942 wurde in South Portland eine etwa drei Kilometer lange Hafenbahn zur dortigen Werft gebaut. 
Im November 1944 kam das endgültige Aus für den Streckenabschnitt North Berwick–Rigby. Nach der Einstellung des Gesamtverkehrs wurde die Strecke abgebaut. Lediglich zwischen Biddeford und einem Industrieanschluss östlich von Saco East blieben die Gleise erhalten. Im September 1952 wurde schließlich auch der Abschnitt Kittery–North Berwick stillgelegt und abgebaut. Ein Teil der Trasse ging später in der Maine Route 236 auf. Noch bis 1983 wurde in North Berwick etwa ein Kilometer der Strecke als Anschlussgleis betrieben. Um 1990 erfolgte auch die Stilllegung der Hafenbahn in South Portland.
1993 endete vorerst der reguläre Güterverkehr nach South Portland. Erst seit 1998, nach Übernahme durch die Turners Island Railroad, die spätere Turners Island LLC, werden die Anlagen wieder regelmäßig benutzt.

## Streckenbeschreibung
Die Strecke beginnt im Bahnhof Commercial Street im Süden Portlands und verlässt den Bahnhof in südwestlicher Richtung. Sie verläuft nahezu geradlinig bis North Berwick. Dabei quert sie in Rigby die „neue“ Hauptstrecke der Boston&Maine, in Saco den Saco River sowie in North Berwick erneut die B&M-Hauptstrecke. Im Stadtgebiet von Biddeford verläuft die Trasse direkt neben der B&M-Strecke. Vermutlich schon lange vor der Stilllegung der alten Hauptstrecke 1944 wurde hier ein Verbindungsgleis errichtet.
Nach der Kreuzung mit der B&M-Strecke in North Berwick biegt die Trasse nach Süden ab. In Agamenticus befand sich bis 1873 der Anschlussbahnhof zur Boston and Maine Railroad, der nach Eröffnung der B&M-Hauptstrecke nach Portland zum Haltepunkt zurückgebaut wurde. Im nächsten Bahnhof, Jewett, zweigte die Hauptstrecke in die White Mountains ab, über die vor allem zur Wintersportsaison, aber auch im Sommer, zahlreiche Ausflugszüge aus Richtung Boston und Portsmouth fuhren. In Kittery zweigt der Anschluss zur Marinewerft ab, der gelegentlich noch durch die US Navy benutzt wird.

## Personenverkehr
Bis 1873 war der Personenverkehr auf der gesamten Strecke sehr rege, mussten doch die Expresszüge sowohl der Eastern als auch der Boston&Maine diese Strecke nach Portland benutzen. Daneben verkehrten zwischen Portsmouth und Jewett die Züge in Richtung White Mountains sowie nach Portland einige Nahverkehrszüge der PSPR. Zwischen 1873 und 1883 wurde die Strecke nur durch die Eastern Railroad benutzt, da die Boston&Maine nun ihre eigene Hauptstrecke nach Portland hatte. Erst nach Fusion der beiden Gesellschaften benutzten auch wieder Züge von der westlichen Hauptstrecke die „alte“ Trasse. Obwohl die neue Strecke der Boston&Maine um einige Kilometer länger war, war sie lukrativer, da sie viele aufstrebende Küstenstädte direkter anband. Es ist also nicht verwunderlich, dass der Fahrplan von 1921 nur noch zwei werktägliche Personenzüge und zwei täglich verkehrende Expresszüge vorsah, die über die Strecke nach Portland fuhren. In der Gegenrichtung verkehrten nur ein Personenzug sowie zwei Expresszüge an Werktagen und ein weiterer Expresszug täglich. Ab 1926 fuhren nur noch Expresszüge ohne Zwischenhalt über die Strecke. Personennahverkehr gab es nur noch zwischen Portsmouth und North Berwick. Ab 1952 gab es auf der gesamten Strecke keinen Personenverkehr mehr, auf den noch vorhandenen wenigen Kilometern Strecke fuhren nur noch Güterzüge.

## Anhang